# Liste der Baudenkmale in Beierstedt
In der Liste der Baudenkmale in Beierstedt sind die Baudenkmale der niedersächsischen Gemeinde Beierstedt und ihrer Ortsteile aufgelistet. Der Stand der Liste ist der 4. Dezember 2022. Die Quelle der Baudenkmale ist der Denkmalatlas Niedersachsen.

## Allgemein
In den Spalten befinden sich folgende Informationen:
- Lage: die Adresse des Baudenkmales und die geographischen Koordinaten. Kartenansicht, um Koordinaten zu setzen. In der Kartenansicht sind Baudenkmale ohne Koordinaten mit einem roten Marker dargestellt und können in der Karte gesetzt werden. Baudenkmale ohne Bild sind mit einem blauen Marker gekennzeichnet, Baudenkmale mit Bild mit einem grünen Marker.
- Bezeichnung: Bezeichnung des Baudenkmales
- Beschreibung: die Beschreibung des Baudenkmales. Unter § 3 Abs. 2 NDSchG werden Einzeldenkmale und unter § 3 Abs. 3 NDSchG Gruppen baulicher Anlagen und deren Bestandteile ausgewiesen.
- ID: die Objekt-ID des Baudenkmales
- Bild: ein Bild des Baudenkmales, ggf. zusätzlich mit einem Link zu weiteren Fotos des Baudenkmals im Medienarchiv Wikimedia Commons. Wenn man auf das Kamerasymbol klickt, können Fotos zu Baudenkmalen aus dieser Liste hochgeladen werden:

## Beierstedt

### Gruppe: Hofanlage Im Winkel 1, 2
Die Gruppe hat die ID 32627610. Hofgruppe ortstypischer, teilweise in Fachwerk und teilweise in Bruchstein errichteter Wohn- und Wirtschaftsgebäude des 18. und 19. Jh.

| Lage                                    | Bezeichnung | Beschreibung | ID       | Bild |
| --------------------------------------- | ----------- | --- | -------- | ---- |
| Im Winkel 2 52° 4′ 24″ N, 10° 51′ 25″ O | Wohnhaus    | Zweigeschossiges, traufständiges Fachwerkhaus mit Querdiele auf niveauausgleichenden Sandstein-/Ziegelsockel unter Halbwalmdach in Ziegelpfannendeckung. Fachwerkabbund mit gekuppelten Ständern und dreifeldigen, leicht gebogenen Streben sowie Ziegelsichtausfachung. Galgenfenster. Südlich schließt ein Wirtschaftsanbau an. | 32637276 | BW   |
| Im Winkel 1 52° 4′ 25″ N, 10° 51′ 25″ O | Wohnhaus    | Zweigeschossiger, traufständiger Fachwerkbau (Eiche/Kiefer) auf Natursteinsockel unter Schopfwalmdach in Krempziegeldeckung. Erdgeschoss vermutlich nachträglich massiv ausgebildet in Bruchstein-Schichtmauerwerk. Fachwerkkonstruktion im OG mit Ausfachung in Lehmstakung, Fußstreben, zweifeldige Streben sowie K-Streben zur Aussteifung, Gebälk als ein profiliertes Gesimsband ausgestaltet. Giebelfelder sowie das östliche OG in Krempziegeldeckung. | 32637253 | BW   |
| Im Winkel 52° 4′ 25″ N, 10° 51′ 26″ O   | Mauer       | Straßenseitige Mauer aus Sandstein-Bruchsteinmauerwerk, baulich mit der Massivfassade des zugehörigen Wohnhauses verbunden. | 32690189 | BW   |

### Gruppe: Hofanlage Mühlental 2
Die Gruppe hat die ID 32627622.

| Lage                                    | Bezeichnung        | Beschreibung | ID       | Bild |
| --------------------------------------- | ------------------ | --- | -------- | ---- |
| Mühlental 2 52° 4′ 32″ N, 10° 51′ 18″ O | Wohnhaus           | Zweigeschossiger Massivbau mit hohen Kellersockel unter flachgeneigten Walmdach in Rhombenfalzdeckung, Treppenhaus mit Ziegelpfannendeckung. Aufwendige symmetrische Fassade. Oranges Ziegelmauerwerk in Binderschichten, Putzeinfassungen des Sockels, Gesimse, Lisenen, Fenster und Brüstungsfelder. Südlicher Hauptzugang über zweiläufige Treppe mit Podest und Hochpodest. Westlicher, risalitartiger Treppenhausanbau mit Blechplattenverkleidung und Putz-Rosettenreliefs im OG. Im nördlichen EG prunkvoller Speisesaal. Wertvoller Innenausbau der Wohnräume im Stile der Gründerzeit. | 32637828 | BW   |
| Mühlental 2 52° 4′ 32″ N, 10° 51′ 16″ O | Wirtschaftsgebäude | Zweigeschossiger, massiver Stallflügel aus Heeseberger Rogenstein unter Satteldach in Krempziegeldeckung. Fassadenöffnungen unter Segmentbogenstürzen in Ziegelmauerwerk, Traufgesims mit Zahnschnitt. Raumschnitt nach Pferdestall, Remise und Werkstatt. Westlicher Flügel der Hofanlage. | 32637012 | BW   |
| Mühlental 2 52° 4′ 31″ N, 10° 51′ 16″ O | Stall              | Zweigeschossiger, massiver Stallflügel aus Heeseberger Rogenstein unter Satteldach in Krempziegeldeckung. Fassadenöffnungen unter Segmentbogenstürzen in Ziegelmauerwerk, Traufgesims mit Zahnschnitt, am First der Westseite Wetterfahne. Im Inneren ehemalige Stallungen für Kühe und Schafe. Südlicher Flügel der Hofanlage. | 32637097 | BW   |
| Mühlental 2 52° 4′ 31″ N, 10° 51′ 18″ O | Scheune            | Zweigeschossiger, massiver Scheunenflügel aus Heeseberger Rogenstein unter Satteldach in Krempziegeldeckung. Fassadenöffnungen unter Segmentbogenstürzen in Ziegelmauerwerk, Traufgesims mit Zahnschnitt. Im Inneren ehemalige Stallungen für Kühe und Schafe. Zwei Querdurchfahrten, am nördlichen Kopfende wohl eine ehemalige Bedienstetenwohnung. | 32637182 | BW   |

### Gruppe: Hofanlage Schöninger Straße 1
Die Gruppe hat die ID 32627636.

| Lage                                            | Bezeichnung        | Beschreibung | ID       | Bild |
| ----------------------------------------------- | ------------------ | --- | -------- | ---- |
| Schöninger Straße 1 52° 4′ 27″ N, 10° 51′ 30″ O | Villa Vasel        | Zweigeschossiger Massivbau auf Souterraingeschoss unter flachem Walmdach. Hofseitiger Eingang über vorgelagerte Natursteintreppe mit Podest und Balustrade. Fassade in Ziegelmauerwerk, im EG teils gekuppelte Fenster mit Rundbögen und Quader-Putzeinfassung als Überfang, im OG teils gekuppelte Rechtecksfenster mit profilierter Putzeinfassung und Überdachung. An Traufe Konsolgesims. Zur nördlichen Gartenseite Loggia im OG mit Kassettendecke, Fassade mit Bauskulptur der Renaissance. Zum Wohnhausgefüge gehören ein Museumsanbau im Westen von um 1880, sowie ein Bibliotheks-Anbau im Osten von um 1895. Die Räume Gartensaal und Bibliothek bilden mit ihrem Interieur (Möbeln, der textilen und der wandfesten Ausstattung) ein Gesamtkunstwerk und gehören zum Einzeldenkmal. | 32637347 | BW   |
| Schöninger Straße 1 52° 4′ 27″ N, 10° 51′ 28″ O | Wirtschaftsgebäude | Zweigeschossiger Wirtschaftsflügel unter Satteldach in Krempziegeldeckung. Im EG Rogenstein-Werksteinmauerwerk, im OG Eichenfachwerk mit roter Ziegelausfachung. Innengefüge im Südteil mit ehemaligen Melkerhaus und Milchkammer, im Mittel- und Nordteil Kutsch- und Pferdestall sowie Schlafraum für die Knechte. Zwischen Melkerhaus und Stall Brandmauer mit Werkstein-Giebelschultern. Zahlreiche neue Einbauten im EG. | 32637620 | BW   |
| Schöninger Straße 1 52° 4′ 26″ N, 10° 51′ 29″ O | Hoffläche          | Kopfsteinpflasterung aus Elmkalk, entlang der Wirtschaftsgebäude Traufpflaster, Fahrstreifen an der Ost- und Westseite. | 32694297 | BW   |

### Gruppe: Hofanlage Schöninger Straße 4
Die Gruppe hat die ID 32627650. Hofanlage mit zum Teil in Fachwerk und zum Teil in Bruchstein errichteten Wohn- und Wirtschaftsgebäuden der zweiten Hälfte des 19. Jh. Rückwärtig großes Gartengrundstück.

| Lage                                            | Bezeichnung | Beschreibung | ID       | Bild |
| ----------------------------------------------- | ----------- | --- | -------- | ---- |
| Schöninger Straße 4 52° 4′ 26″ N, 10° 51′ 33″ O | Wohnhaus    | Zweigeschossiger, traufständiger Fachwerkbau auf hohem niveauausgleichendem Ziegelsockel unter Halbwalmdach in Ziegelpfannendeckung. Nördliche Fassade mit Vertikalverbretterung, die südliche in Betonfaserplattenbehang, Fenster in profilierter Holzeinfassung. Südseite mit hoher Freitreppe mit Eingangsvorbau.                                           | 32637811 | BW   |
| Schöninger Straße 4 52° 4′ 26″ N, 10° 51′ 31″ O | Stall       | Zweigeschossiger westlicher Stallflügel auf Natursteinsockel unter Satteldach in Krempziegeldeckung. Erdgeschoss in Ziegelmauerwerk mit Quereinfahrt und Wirtschaftstüren unter Segmentbogenstürzen, im Drempelgeschoss Fachwerk über teils sichtbaren Gebälk, Fachwerkgefüge mit zweifeldigen Streben und Ziegelausfachung, sowie Ladeluken.                  | 32636995 | BW   |
| Schöninger Straße 4 52° 4′ 25″ N, 10° 51′ 33″ O | Scheune     | Fachwerkscheune auf L-förmigen Grundriss und hohem Natursteinsockel unter Satteldächern in Krempziegeldeckung mit unterschiedlicher Firsthöhe. Zweckfachwerk mit Ziegelsichtausfachung. Von der Straße im giebelständigen Teil eine Längsdurchfahrt im Schiebetor. Auf der Nordseite ein späterer zweigeschossiger Fachwerkanbau unter Satteldach von um 1900. | 32637080 | BW   |

### Gruppe: Hofanlage Schöninger Straße 6
Die Gruppe hat die ID 32627663. Dreiseitige Hofanlage mit tw. massiv und tw. in Fachwerk erbauten Wohnhaus als Kopfbau und rückwärtigen Wirtschaftsflügeln, errichtet in der zweiten Hälfte des 19. Jh.

| Lage                                            | Bezeichnung        | Beschreibung | ID       | Bild |
| ----------------------------------------------- | ------------------ | --- | -------- | ---- |
| Schöninger Straße 6 52° 4′ 24″ N, 10° 51′ 34″ O | Wohnhaus           | Zweigeschossiges Wohnhaus auf Natursteinsockel unter Halbwalmdach in Ziegelpfannendeckung. Massives Erdgeschoss in Naturstein-Schichtmauerwerk, straßenseitig in geputzter Scheinquaderung, leicht vorkragendes OG in Sichtfachwerk mit über profiliert ausgestaltetem Gebälk, Fachwerkgefüge mit gekuppelten Ständern und verputzter Ausfachung. | 32637794 | BW   |
| Schöninger Straße 6 52° 4′ 23″ N, 10° 51′ 33″ O | Wirtschaftsteil    | Rückwärtig an das Wohnhaus anschließender langgestreckter Wirtschaftsflügel unter abgewinkeltem Satteldach in Ziegelpfannendeckung. EG in Naturstein-Schichtmauerwerk, hofseitige Wirtschaftsöffnungen sowie durchgehende auf selber Höhe positionierte rechteckige Fenster, oben und unter von Zielmauerwerk gefasst. Im südlichen Flügel Tordurchfahrt in Segmentbogenform. OG in Fachwerk mit Ziegelsichtausfachung. Zahlreiche Ladeluken sowie ein mittiger Ladeerker mit einem in Feldstein gemauerten Giebelfeld. | 32637063 | BW   |
| Schöninger Straße 6 52° 4′ 23″ N, 10° 51′ 34″ O | Wirtschaftsgebäude | Langgestreckter Wirtschaftsflügel in Ziegelmauerwerk auf Natursteinsockel unter Satteldach in Ziegelpfannendeckung. Fassadenöffnungen unter Segmentbogenstürzen, auf der südlichen Giebelseite befindet sich eine zentrale Reliefplatte mit Inschriften. Fassadengliederung durch Lisenen und Konsolfriese. Funktionsaufteilung in Stall, Scheune und Remise. Inschriftentafel am Nordgiebel mit der Datierung auf 1870.                                                                                                | 32636978 | BW   |

### Gruppe: Hofanlage Vaselstraße 4
Die Gruppe hat die ID 32627686. Einheitliche und Hofanlage mit freistehendem Fachwerk-Wohnhaus der zweiten Hälfte des 19. Jh. als straßenseitiger Hauptbau, sowie teils massiv und teils in Fachwerk ausgeführten Wirtschaftsflügeln in hufeisenförmiger Anordnung.

| Lage                                      | Bezeichnung        | Beschreibung | ID       | Bild |
| ----------------------------------------- | ------------------ | --- | -------- | ---- |
| Vaselstraße 4 52° 4′ 27″ N, 10° 51′ 25″ O | Wohnhaus           | Zweigeschossiges, traufständiges Fachwerkhaus auf hohem verputzten Sockel unter Satteldach in Krempziegeldeckung. Fachwerkgefüge mit dreifeldigen Streben und verputzter Ausfachung. Zum Hof Eingangsvorbau mit Wirtschaftsräumen und Kellerzugang in Sockelhöhe sowie Treppenaufgang. Wohnhaus steht frei als Nordflügel des Vierseithofes. | 32637777 | BW   |
| Vaselstraße 4 52° 4′ 26″ N, 10° 51′ 25″ O | Wirtschaftsgebäude | Östlicher Wirtschaftsflügel der Hofanlage als Fachwerkbau unter Satteldach in Ziegelpfannendeckung. Fachwerkgefüge im Gebäudeinneren teils in verputzter Lehmstakung, ansonsten rote Ziegelausfachung. Zur Hofseite ein Remisen-Zwischenraum mit zwei Einfahrten.                                                                            | 32636961 | BW   |
| Vaselstraße 4 52° 4′ 26″ N, 10° 51′ 24″ O | Wirtschaftsgebäude | | 32637046 | BW   |
| Vaselstraße 4 52° 4′ 27″ N, 10° 51′ 24″ O | Wirtschaftsgebäude | Westlicher Wirtschaftsflügel der Hofanlage unter Satteldach in Ziegelpfannendeckung. EG in Naturstein-Mauerwerk mit hofseitigen Wirtschaftsöffnungen, OG in Fachwerk mit Ziegelausfachung mit Ladeluken. | 32637131 | BW   |

### Gruppe: Hofanlage Vaselstraße 5
Die Gruppe hat die ID 32627699. Vierseitige Hofanlage mit überwiegend in Fachwerk errichteten Wohn- und Wirtschaftsgebäuden der ersten und der zweiten Hälfte des 19. Jh.

| Lage                                      | Bezeichnung        | Beschreibung | ID       | Bild |
| ----------------------------------------- | ------------------ | --- | -------- | ---- |
| Vaselstraße 5 52° 4′ 28″ N, 10° 51′ 25″ O | Wohnhaus           | Im Innenhof der Hofanlage zurückgesetztes, freistehendes und traufständiges zweigeschossiges Fachwerkgebäude auf hohen Souterrainsockel unter Halbwalmdach in Ziegelpfannendeckung. Fachwerkgefüge mit gekuppelten Ständern, dreifeldigen Streben sowie verputzter Ausfachung. Außermittiger baldachinartig überdachter Eingang mit vorgelagerter Natursteintreppe sowie einer gusseisernen Brüstung. | 32637760 | BW   |
| Vaselstraße 5 52° 4′ 27″ N, 10° 51′ 26″ O | Wirtschaftsgebäude | Einheitliche dreiseitige Anlage als Fachwerkflügel unter Satteldächern in Ziegelpfannendeckung. Fachwerkgefüge teils in Geschoss- und teils Stockwerkszimmerung mit Ausfachung in Ziegelsichtsetzung. Im EG Wirtschaftsöffnungen, in den OGs Ladeluken zu den Wirtschaftsräumen. Südlicher Flügelbau mit Tordurchfahrten zum Innenhof sowie einer straßenseitigen Inschriftentafel mit der Datierung „1848“. Ostflügel Pferdestall und Kornlager, Südflügel Scheune und Remise, Westflügel Scheune und Kuhstall. | 32636944 | BW   |

### Gruppe: Pfarrwitwenhof Zum Heeseberg 6
Die Gruppe hat die ID 32627622. Anlage des Pfarrwitwenhofes mit einer Fachwerkbaugruppe mit Wohnhaus des 17. Jh. und einem Wirtschaftsgebäude des 19. Jh.

| Lage                                        | Bezeichnung  | Beschreibung | ID       | Bild |
| ------------------------------------------- | ------------ | --- | -------- | ---- |
| Zum Heeseberg 6 52° 4′ 30″ N, 10° 51′ 28″ O | Wohnhaus     | Kleines, traufständiges und zweigeschossiges Fachwerkwohnhaus unter Satteldach. An südlicher Fassade Erker mit späterer Erweiterung im EG. Fachwerkgefüge mit Ziegelausfachung, im EG wohl verändert. OG leicht vorkragend. Leicht gebogene Fußstrebenpaare sowie Knaggen am Traufgesims/Dachüberstand. Westliche Giebelseite im EG massiv, in den OGs mit Ziegelverkleidung. | 32637583 | BW   |
| Zum Heeseberg 6 52° 4′ 30″ N, 10° 51′ 28″ O | Nebengebäude | Zweigeschossiges Fachwerkgebäude unter Satteldach in Krempziegeldeckung mit Abschleppung auf der westlichen Giebelseite. Im EG Wirtschaftstüren und Tore, im OG Ladeluken. Ausfachung in gestrichener Ziegelsetzung. Rückwärtig im EG massiv unterfangen, OG in Ziegelpfannendeckung.                                                                                         | 32637603 | BW   |

### Einzelbaudenkmale
| Lage                                             | Bezeichnung               | Beschreibung | ID       | Bild           |
| ------------------------------------------------ | ------------------------- | --- | -------- | -------------- |
| Am Friedhof 52° 4′ 33″ N, 10° 51′ 28″ O          | Grabstelle August Vasel   | Grab in Form einer profilierten Einfassung mit einem an der Rückseite platzierten Grabsteines mit Postament und ornamentiertem Kreuz. | 32637199 | BW             |
| Hauptstraße 12 52° 4′ 23″ N, 10° 51′ 22″ O       | Wohnhaus                  | Zweigeschossiger Bruchsteinbau auf Souterrainsockel unter Walmdach in Ziegelpfannendeckung. Leicht außermittiger Risalit, im Zwerchhaus gekuppelten Rundbogenfenster. Fassadengestaltung mit Eckquaderung und Natursteineinfassungen sowie divergierenden Fensterformen, im Westteil durch Überdachungen überhöht. Nördlicher Zugang über vorgelagerte Treppe mit Podest und Hochpodest sowie Balustrade, Haupteingang über ein Portal der Neorenaissance. Schlussstein auf der hofseitigen Eingangstür mit der Datierung „1903/1904“. Südseite mit dreiachsigen Mittelrisalit mit Zwerchhaus sowie einen außermittigen Altanzugang. | 32637233 | BW             |
| Kirchweg 2 52° 4′ 28″ N, 10° 51′ 29″ O           | Kirche                    | Die Dorfkirche Beierstedt ist ein schlichter Saalbau mit geschlämmten Bruchsteinmauerwerk und romanischen Westturm. Langschiff unter Satteldach mit Rundbogenfenstern, geradem Chorschluss sowie einen spätgotischen Vorbau von 1489 im Süden. Westturm mit Lichtfenstern und gekuppelten Schallarkaden mit Teilungssäulen mit Würfelkapitell und Eckblattsockel, abgeschlossen vom polygonalen Knickhelm in Schieferdeckung. Im holztonnengewölbten Inneren befindet sich ein hölzerner Hochaltar mit Kanzel im Empirestil. Am Außenmauerwerk eingelassene barocke Epitaphien.                                                      | 32637310 | Weitere Bilder |
| Schöninger Straße 11 52° 4′ 23″ N, 10° 51′ 38″ O | Wohn-/ Wirtschaftsgebäude | Kleiner, eingeschossiger Eichenfachwerkbau auf Souterrainsockel in Natursteinmauerwerk unter Krüppelwalmdach in Ziegelpfannendeckung. Zweckfachwerk mit dreifeldigen Streben und verputzter Ausfachung. Über mittigen Eingang Zwerchhaus in Ziegelsichtsetzung. Östliche Giebelseite in Krempziegelbehang. Westlicher Stallanbau in Fachwerkkonstruktion auf Natursteinsockel in Ziegelausfachung. | 32637407 | BW             |
| Südstraße 4 52° 4′ 24″ N, 10° 51′ 27″ O          | Wirtschaftsgebäude        | Zweigeschossiges Remisen- und Stallgebäude in Fachwerkbauweise auf Natursteinsockel unter Satteldach in Krempziegeldeckung. Ausfachung mit roten Ziegelsteinen, Inschrift auf der Ostseite in abgewandelter Frakturschrift mit Majuskeln und Minuskeln. | 32637493 | BW             |
| Vaselstraße 6 52° 4′ 26″ N, 10° 51′ 27″ O        | Wohnhaus                  | Zweigeschossiges Fachwerk-Wohnhaus unter Halbwalmdach in Krempziegeldeckung. Im EG massive straßenausgerichtete Wand aus Natursteinmauerwerk, baulich mit Mauer der Toreinfriedung verbunden. Rest des Hauses ist im symmetrischen Fachwerkgefüge mit dreifeldigen Streben sowie Ziegelsichtausfachung gestaltet, die Fenstergefüge teils zugesetzt. Giebelfeld in Krempziegelbehang. Nordwand im EG um 1800, Fachwerkhaus von um 1860. | 32637545 | BW             |
| Zum Heeseberg 4 52° 4′ 30″ N, 10° 51′ 26″ O      | Schule                    | Traufständige Bauten mit einem westlichen Gebäude von 1832 und einem östlichen Anbau von 1875. Schulgebäude West ein zweigeschossiger Fachwerkbau, teilunterkellert, auf Sockel in Bruchsteinmauerwerk unter Schopfwalmdach in Krempziegeldeckung. Symmetrisches Fachwerkgefüge mit im EG zweifacher und im OG einfacher Verriegelung, geschosshohen Streben sowie einem verbretterten Gebälk. Ausfachung in gestrichener Ziegelsetzung. Eingeschossiger roter Ziegelanbau auf Natursteinsockel unter Satteldach in Krempziegeldeckung. Haupteingang von Südseite, Segmentbogenfenster mit eingetieften Brüstungsfeldern.            | 32637565 |                |